# Sängerrunde Pöllau
Die Sängerrunde Pöllau ist ein österreichischer, gemischter Chor aus Pöllau bei Neumarkt/Stmk in der Steiermark aus dem Bezirk Murau.

## Geschichte
Die Gründung erfolgte um 1946 aus einer singbegeisterten Männerschar heraus.
Im Jahr 2016 nahm die Sängerrunde Pöllau an der ORF-Castingshow Die große Chance der Chöre teil, die sie durch Jury- und Publikumsvoting gewinnen konnten. Der Preis ist mit 50.000 Euro dotiert; die Sendung in ORF eins hatte in Österreich einen Marktanteil von 27 %.
Zurzeit zählt der Chor 38 Mitglieder.

## Diskografie (Auswahl)
- 2003: Stimmen – Stimmung
- 2009: Bethlehem
- 2018: Tråg mi
- 2019: Singen ist unser Beten – Livemitschnitt